# Racławice (Biecz)

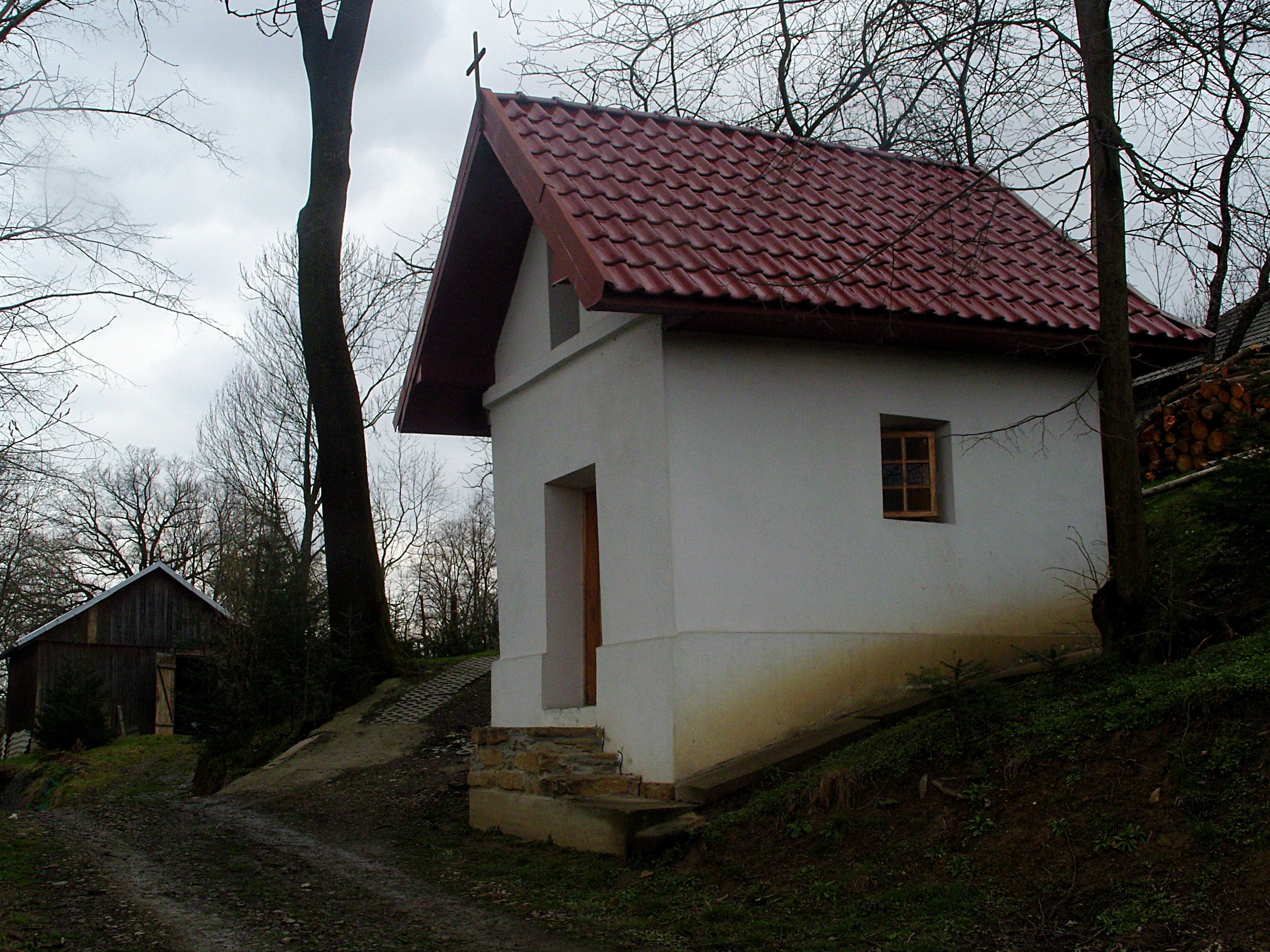
Eine Kapelle aus dem Jahr 1850

Racławice ist eine Ortschaft mit einem Schulzenamt der Gemeinde Biecz im Powiat Gorlicki der Woiwodschaft Kleinpolen in Polen.

## Geschichte
Nach dem Buch Liber beneficiorum dioecesis Cracoviensis aus den Jahren 1470 bis 1480 von Jan Długosz wurde Racławice schon im Jahr 1235 als ein Dorf im Besitz von Teodor des Wappens Gryf (1231–1237 Krakauer Woiwode) erwähnt. Chronologisch kamen die ersten heute bewahrten Erwähnungen des Dorfs erst nach der Rechtsübertragungen von Binarowa (flussabwärts im Osten) und Rozembark (flussaufwärts im Westen) in der Mitte des 14. Jahrhunderts, die beide einen großen Anteil deutscher Bewohner im Mittelalter hatten. Racławice wurde wahrscheinlich im 15. Jahrhundert aus Rozembark als separates Schulzenamt ausgegliedert (im Besitz der gleichen Familie Rozembarski und immer der Pfarrei in Rozumberk unterstehend), von Anfang an wurde jedoch unter dem patronymischen (vom Personennamen Radsław ≤ Radosław) westslawischen (Suffix -ice) Namen Raczslavicze bekannt.
Der Ort gehörte zunächst zum Königreich Polen (ab 1569 in der Adelsrepublik Polen-Litauen), Woiwodschaft Krakau, Kreis Biecz. Bei der Ersten Teilung Polens kam Racławice 1772 zum neuen Königreich Galizien und Lodomerien des habsburgischen Kaiserreichs (ab 1804). Ab dem Jahr 1855 gehörte Racławice zum Bezirk Gorlice.
1918, nach dem Ende des Ersten Weltkriegs und dem Zusammenbruch der k.u.k. Monarchie, kam Racławice zu Polen. Unterbrochen wurde dies nur durch die Besetzung Polens durch die Wehrmacht im Zweiten Weltkrieg.
Es gibt einen österreichischen Soldatenfriedhof aus dem Ersten Weltkrieg (Nummer 111) in Racławice.
Von 1975 bis 1998 gehörte Racławice zur Woiwodschaft Krosno.